# Coen Moulijn
Coenraadt Coen Moulijn OON(Rotterdam, 15 de febrer de 1937 - Rotterdam, 4 de gener de 2011) fou un futbolista neerlandès de la dècada de 1960.
Fou un destacat extrem esquerre, comparat amb figures mundials com Stanley Matthews i Garrincha.
La major part de la seva carrera la passà al Feyenoord. A més fou 38 cops internacional amb els Països Baixos.

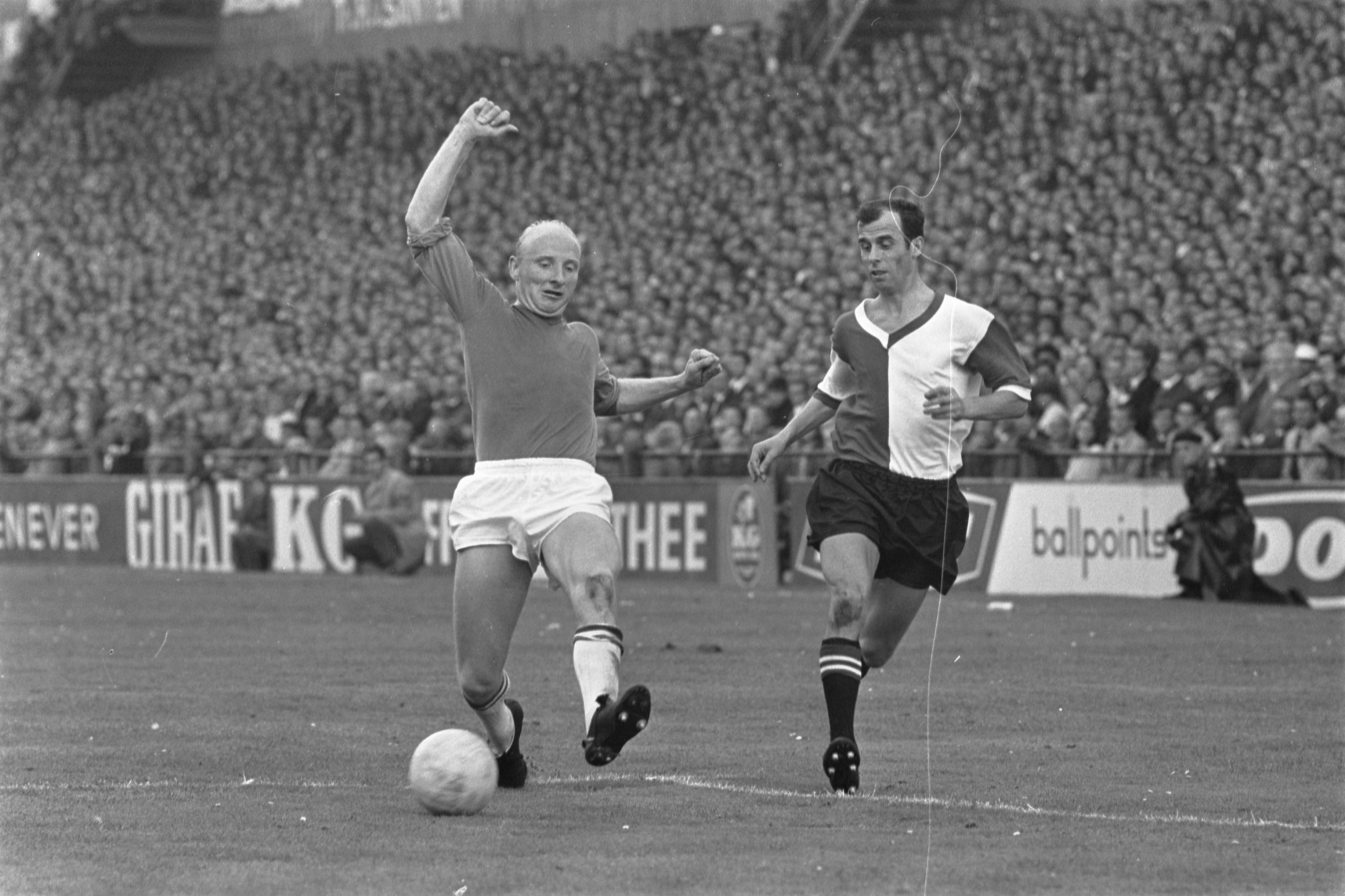
Coen Moulijn (dreta) en duel amb Theo van der Burch.

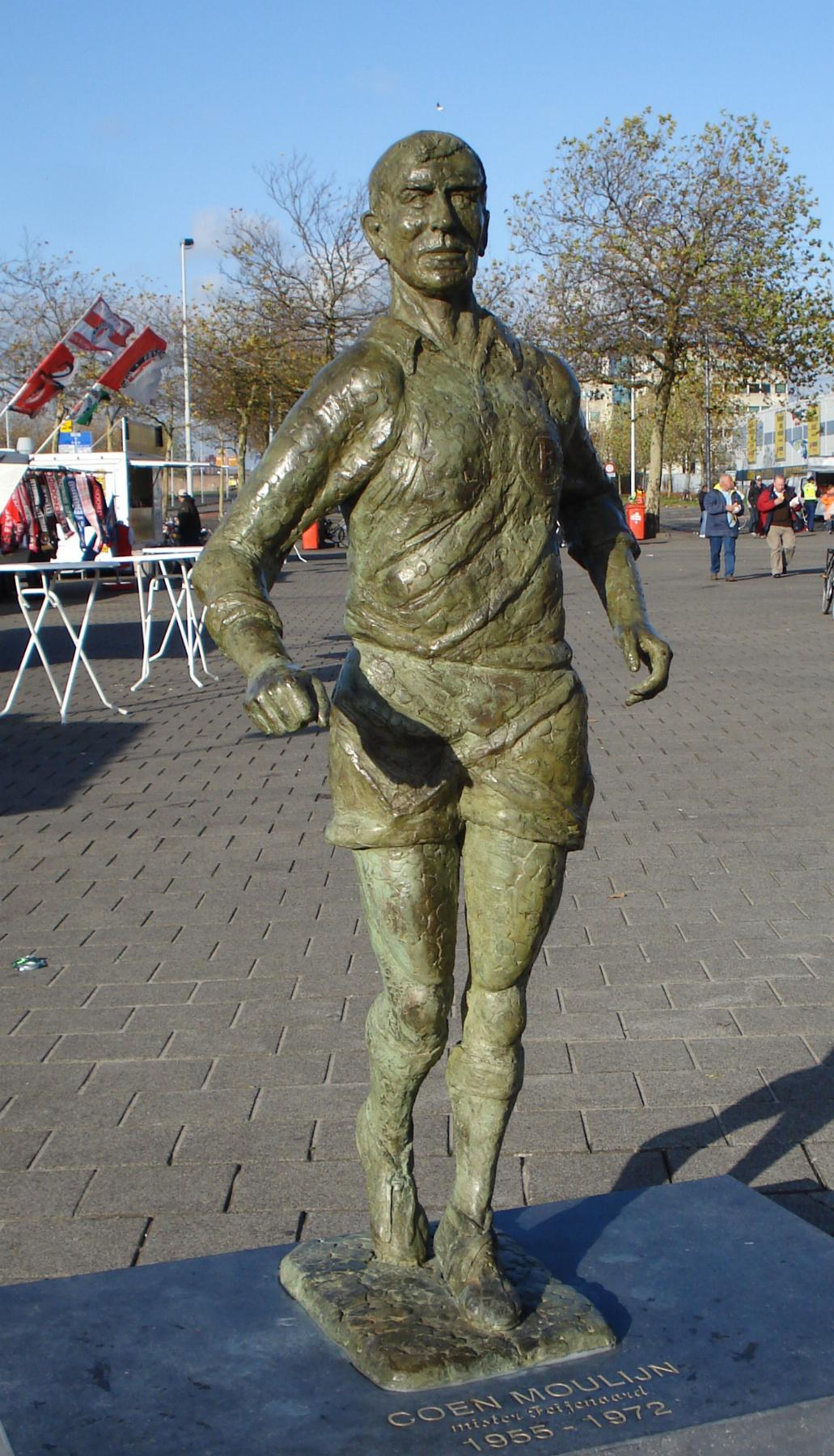
Estàtua de Coen Moulijn a Rotterdam.